# Pieter Langendijk
Pieter Langendijk (Haarlem, 25 luglio 1683 – Haarlem, 9 o 18 luglio 1756) è stato un drammaturgo, poeta e pittore olandese.

## Biografia

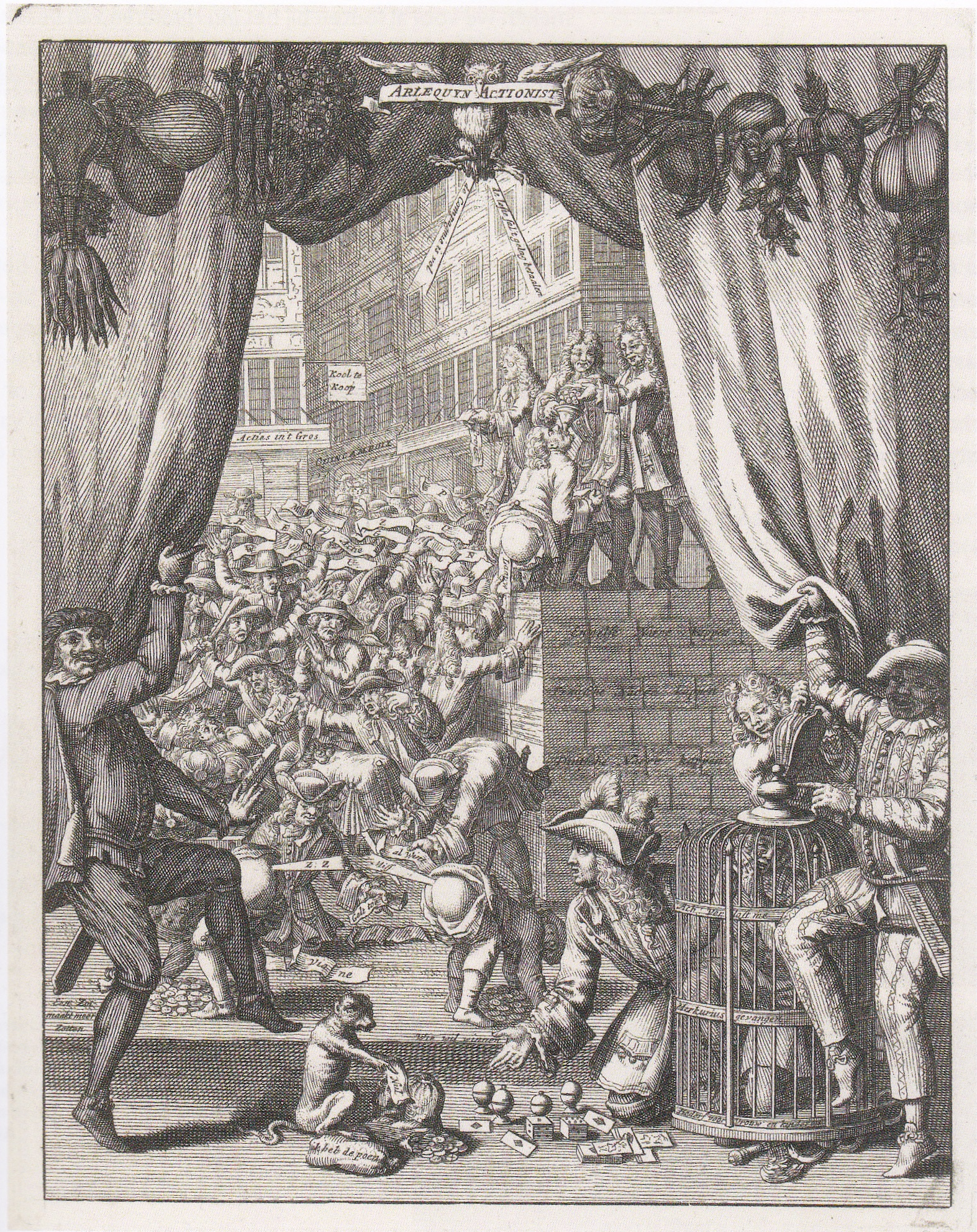
Arlequin Actionist (1720)

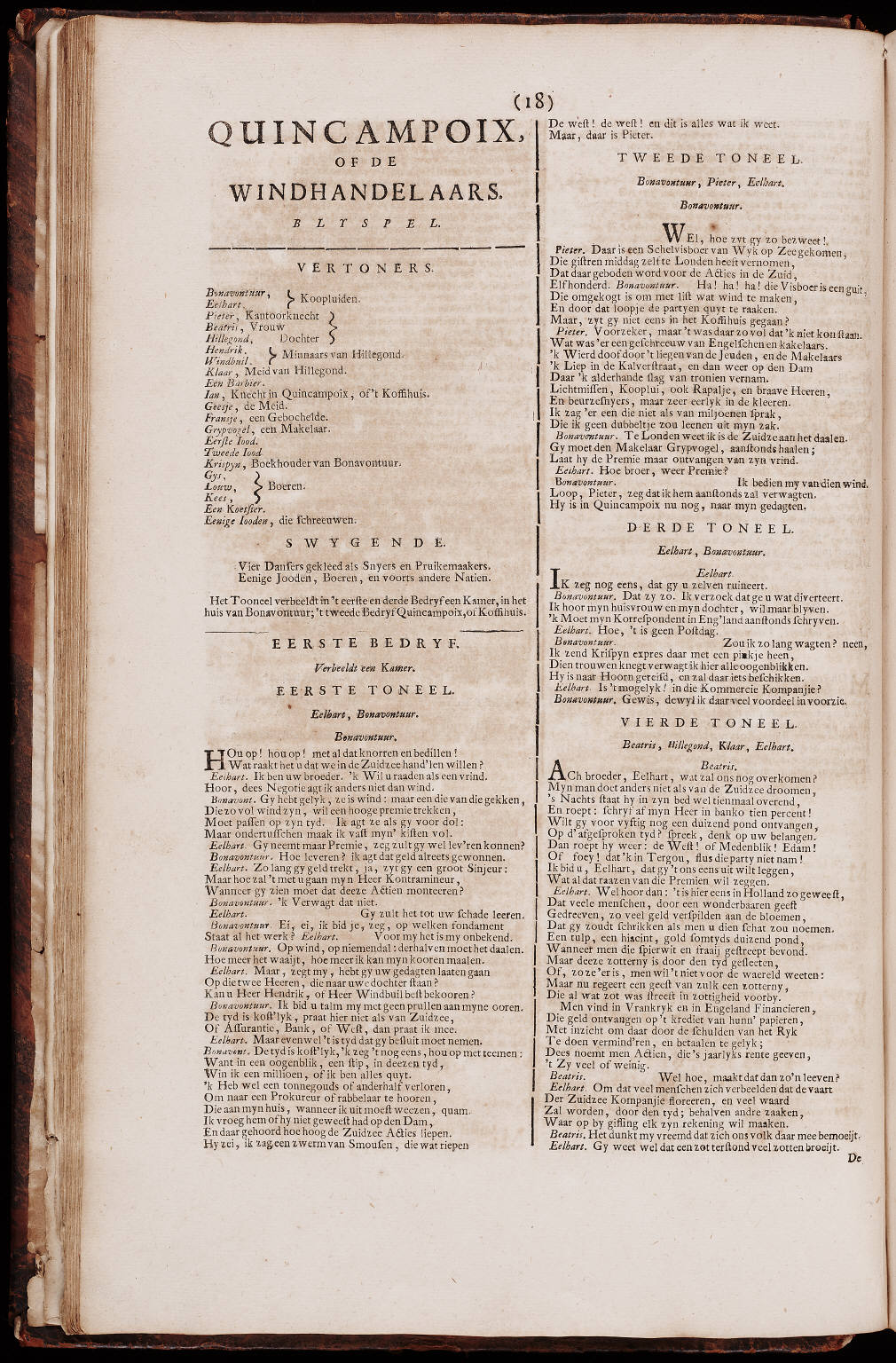
Quincampoix of de windhandelaars, nella grande scena della follia, 1720

Figlio del muratore mennonita Arend Kort e di Anneke Nieuwenhuysen, Langendijk dopo la morte del padre visse per qualche anno con suo zio Willem Sewel, linguista e quacchero, ad Amsterdam,  dopo di che lavorò per molti anni come disegnatore in uno stabilimento tessile che produceva il damasco, dapprima ad Amsterdam, successivamente dal 1722 ad Haarlem.
Intorno al 1708 frequentò un corso di disegno e pittura con Frans van Steenwijk, e fu, in seguito, un decano della Corporazione di San Luca ad Haarlem.
Langendijk imparò numerose lingue straniere, come il francese e il latino e lesse con passione soprattutto Omero, Tacito, Molière, Corneille e Racine.
Nel 1721 ricevette la carica di presidente della camera di retorica Trou must Blijcken, alla quale dedicò una poesia di capodanno ogni anno.
L'anno seguente fu nominato artista di città ad Haarlem, per la quale scrisse poemi annuali dal 1724, e nel 1749 ricevette il compito di scrivere la storia della città, che rimase incompiuta.
Langendijk si sposò solo dopo che sua madre morì, nel 1727.
Langendijk fu battezzato mennonita pochi giorni prima di morire.

## Stile, opere e pensiero poetico
Langendijk proseguì la tradizione drammaturgica olandese del XVII secolo, riducendone alcune caratteristiche come la farsa, e aggiungendovi elementi della commedia francese, soprattutto di Molière.
Langendijk si distinse per la brillantezza dei dialoghi, per l'inventiva, per la caratterizzazione dell'umanità e della società.
Ai suoi esordi, realizzò una delle sue opere più popolari, intitolata Don Quichot op de bruiloft van Kamacho (Don Chisciotte al matrimonio di Kamacho, 1711), basata sul matrimonio dello stupido contadino Kamacho con Quiteria, ostacolato dal nobile Bazilio, innamorato della donna.
Het wederzijdsch huwelijks bedrog (Il reciproco inganno matrimoniale, 1714) risultò il suo lavoro migliore, incentrato sulla storia di due innamorati che cercano di apparire più benestanti e più prestigiosi di quanto siano in realtà. Il lato comico dell'opera emerse dalla duplicità della finzione.
Langendijk approfondì maggiormente le descrizioni delle problematiche degli ambienti sociali, dalla nobiltà ai contadini ed ai mercanti, degli usi e costumi, più che quelli psicologici dei personaggi.
Langendijk evidenziò anche fini moralistici, che però non arrivarono mai a livelli predicatori.
Per quanto riguarda la sua attività lirica, le sue Gedichten (Poesie, 1721-1760) furono pubblicate in quattro volumi, parzialmente ispirate allo stile del poeta Constantijn Huygens (1596–1687), ma di contenuti religiosi.

## Opere principali

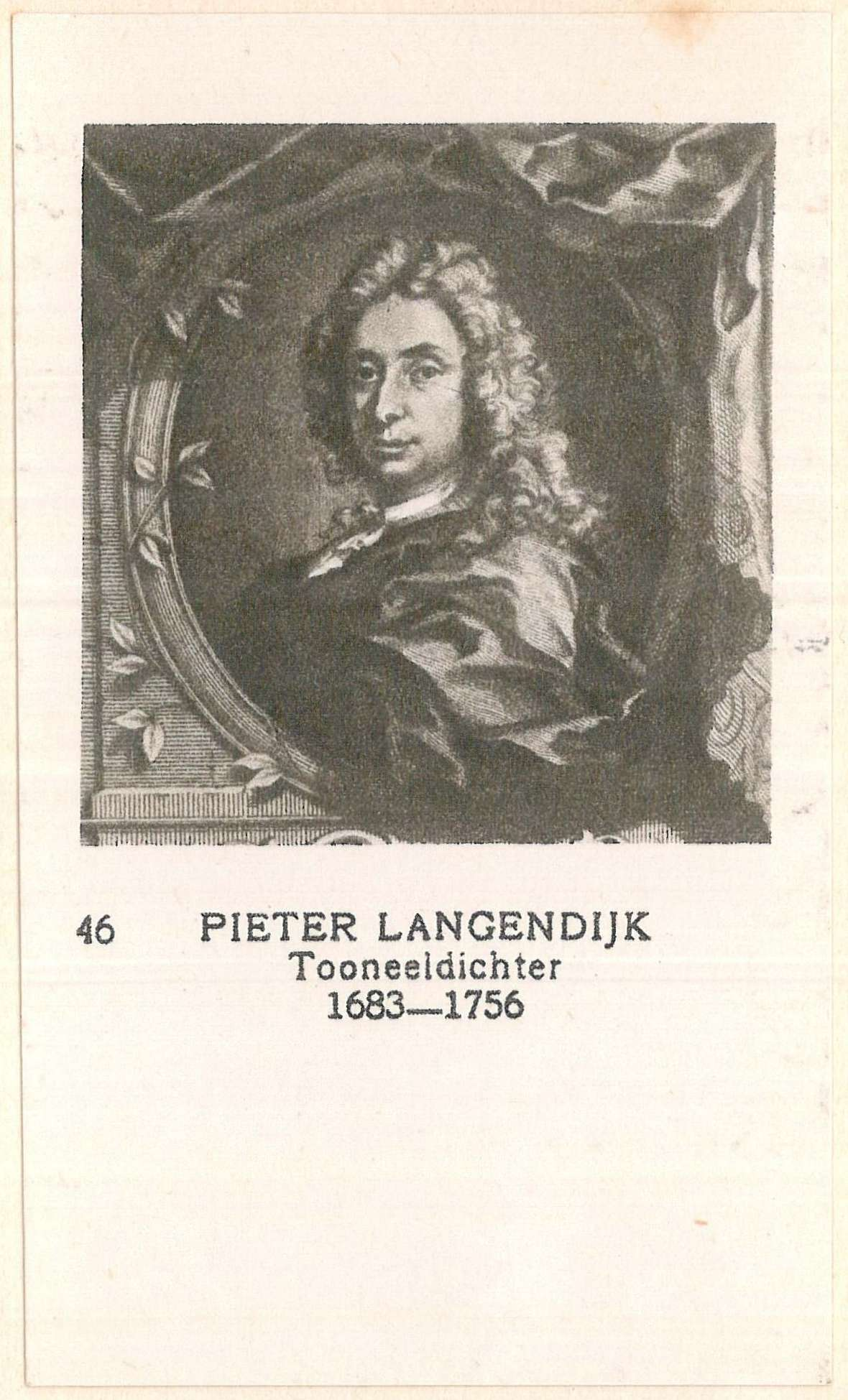
Pieter Langendijk

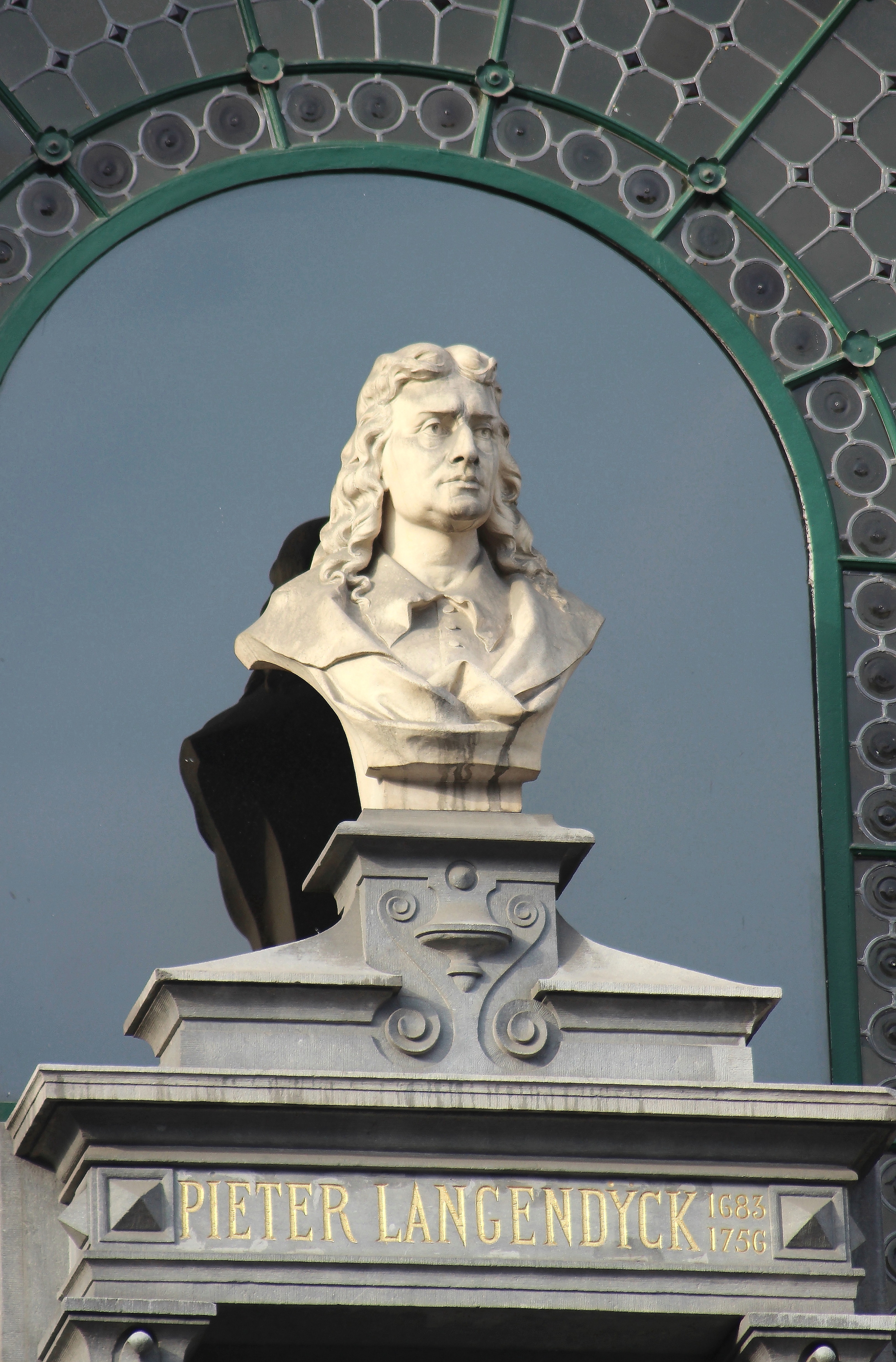
Busto di Pieter Langendyck a Bruxelles

### Opere artistiche
Conservate al Rijksmuseum:
- Een man aan eene tafel gezeten, een geschreven blad overlezende;
- Een prentje uit den Don Quichot;
- Zes landschappen;
- Een landschap;
- Twaalf prentjes, voorstellende straattypen.

### Opere letterarie
- De Zwetser, Amsterdam, 1712;
- Don Quichot op de bruiloft van Kamacho, Amsterdam, 1712;
- Het wederzijdsch huwelijks bedrog, Amsterdam, 1714;
- Krelis Louwen of Alexander de Groote op het poëtenmaal, Amsterdam, 1715;
- De wiskunstenaars of’t Gevlugte juffertje, Amsterdam, 1715;
- Boertige beschryving van den Amsterdamschen schouwburg, en het vertoonen van Aran en Titus, Amsterdam, 1715;
- De Eneas van Vergilius in zijn zondagspak, Amsterdam, 1715;
- Quincampoix of de windhandelaars, Amsterdam, 1720;
- Arlequyn Actionist, Amsterdam, 1720;
- Julius Cezar en Kato, Amsterdam, 1720;
- De bedriegerij van Cartouche of de Fransche roovers, Amsterdam, 1732;
- De Graaven van Holland, in jaardichten beschreven, Amsterdam, 1745;
- De stad Kleef, haar gezondheidsbron, en omleggende landsdouwen, in kunstprenten verbeeld, Amsterdam, 1747;
- Willem de Eerste, Prins van Oranje, Amsterdam, 1747;
- Xantippe of het booze wijf des filozoofs Sokrates beteugeld, Amsterdam, 1756;
- Gedichten, 4 volumi, Amsterdam, 1721-1760;
- Leevensloop der aartsvaderen, van Adam, Noach, Abraham en de geenen die in hunnen tyd geleefd hebben, in alleen- en samenspraken, Amsterdam, 1760;
- De spiegel der vaderlandsche kooplieden, 1760, incompiuto.